# Oxtjärnarna (Östmarks socken, Värmland)
Oxtjärnarna är en sjö i Torsby kommun i Värmland och ingår i Göta älvs huvudavrinningsområde.